# Pål Svensson

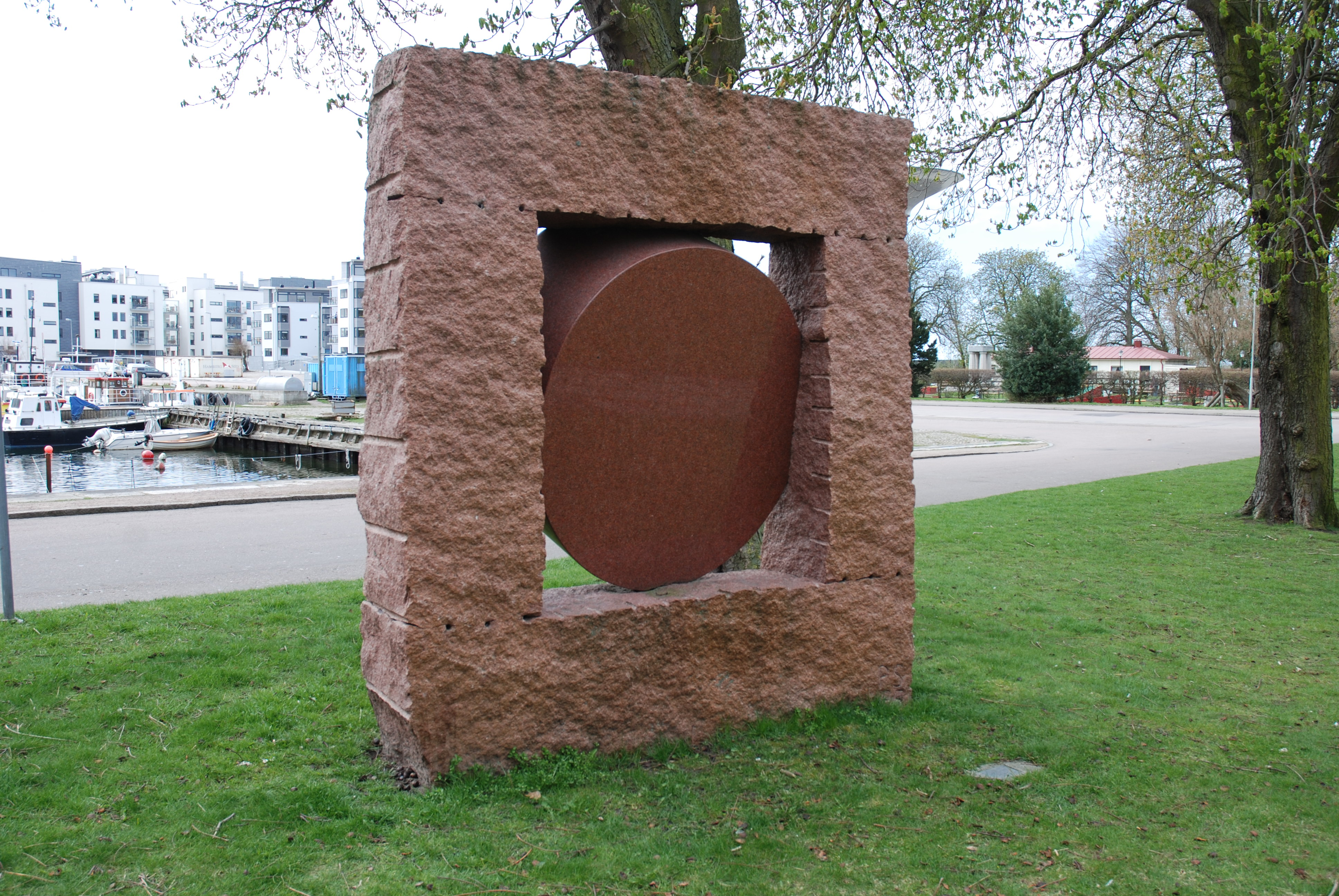
Vattenhjul (Wasserrad) aus Vånga in Landskrona

Pål Svensson (* 5. Juli 1950 in Göteborg) ist ein schwedischer Bildhauer.

## Leben und Werk
Svensson studierte von 1971 bis 1975 Bildhauerei an der Kunsthochschule Valand in Göteborg. 1983 wurde er auf ein Bildhauersymposion eingeladen, das Schwarz-Schwedisch bearbeitete. 1985 veranstaltete er seine erste Einzelausstellung bin der Galerie ROTOR in Göteborg. Die Materialien, die Svensson bearbeitet, sind Naturstein und Stahl; sein Stil ist geometrisch-abstrakt.
2001 erhielt Svensson den Göteborgs Spårvägars kulturpris.

## Werke (Auswahl)
- 1986: Den hemlighetsfulla porten (Die geheimnisvollen Pforten), (Schwarz-Schwedisch)[1], Trädgårdsforingen in Göteborg
- 1992: Stenar (Sechs Granit-Skulpturen), in Jönköping
- 1993: Vattenskulptur, Eriksbergskajen in Göteborg
- 1993: Ax (Bart) (Schwarz-Schwedisch), Kvarntorpet in Kristianstad
- 1993: Fyra fossiler (Vier fossile Steine), Eriksbergkajen in Göteborg
- 1996: Nätverk (rostfreier Stahl), Eingang Göteborgs Konstmuseet in Göteborg
- 1996: Sprungen ur (herausgebracht), (Schwarz-Schwedisch), Skulpturenpark Slott Vanås bei Knislinge und im Skulpturenpark an den Konsthallen Hishult in Hishult
- 1996: Enhet I en Enhet II (Einheit I und Einheit II), (Granit), Eriksbergskajen in Göteborg
- 1998: Vattenport (Brunnen/Skulptur), Ryaverken in Göteborg
- 2000: Stigande sten, fallende vatten (Steigendes Gestein, fallendes Wasser), Drottning Kristina-Passagen in Halmstad
- 2001: Silverbåge (Silberbogen), (rostfreier Stahl), Svenska Mässan in Göteborg

## Fotogalerie

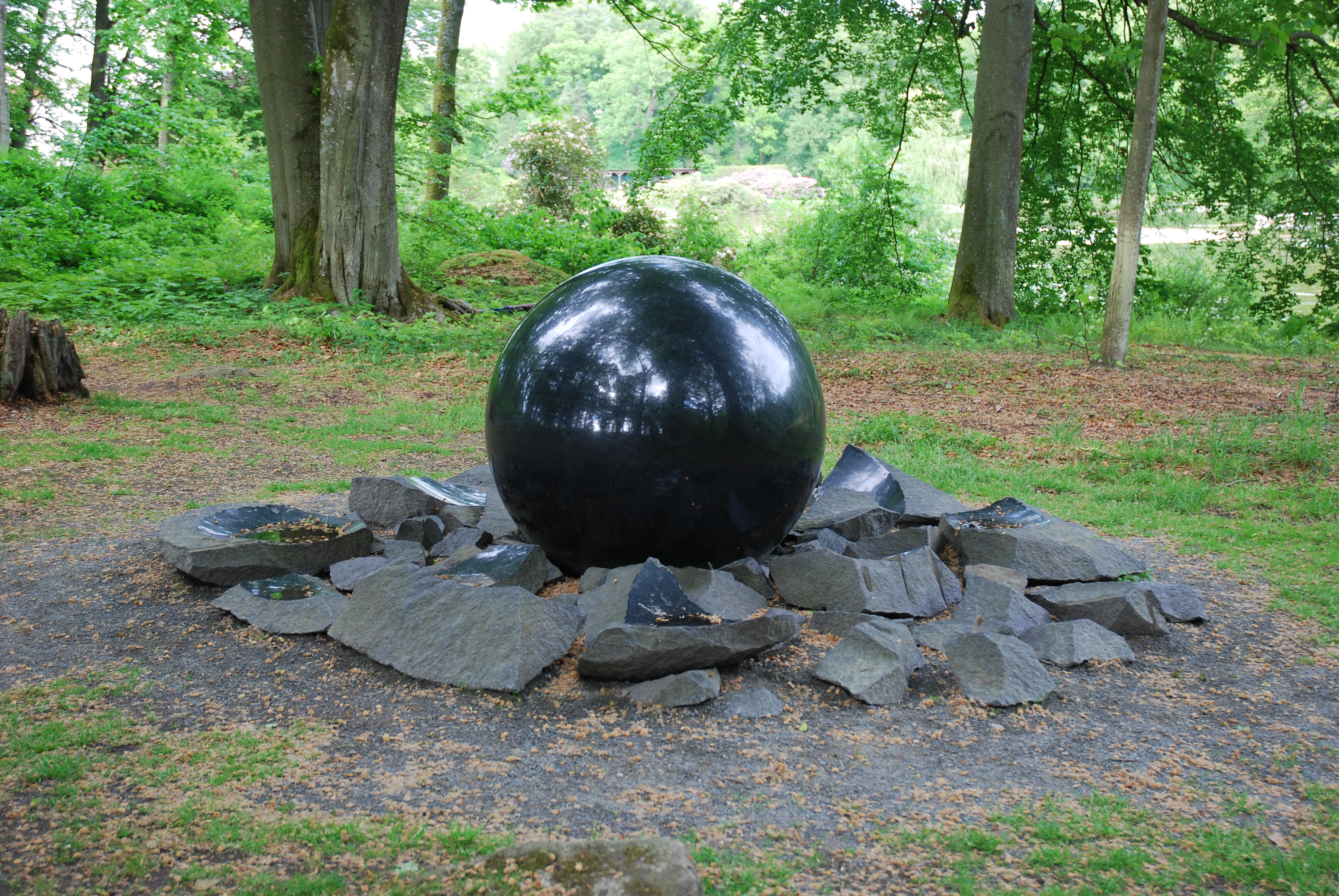
Sprungen ur (herausgebracht) (1996)
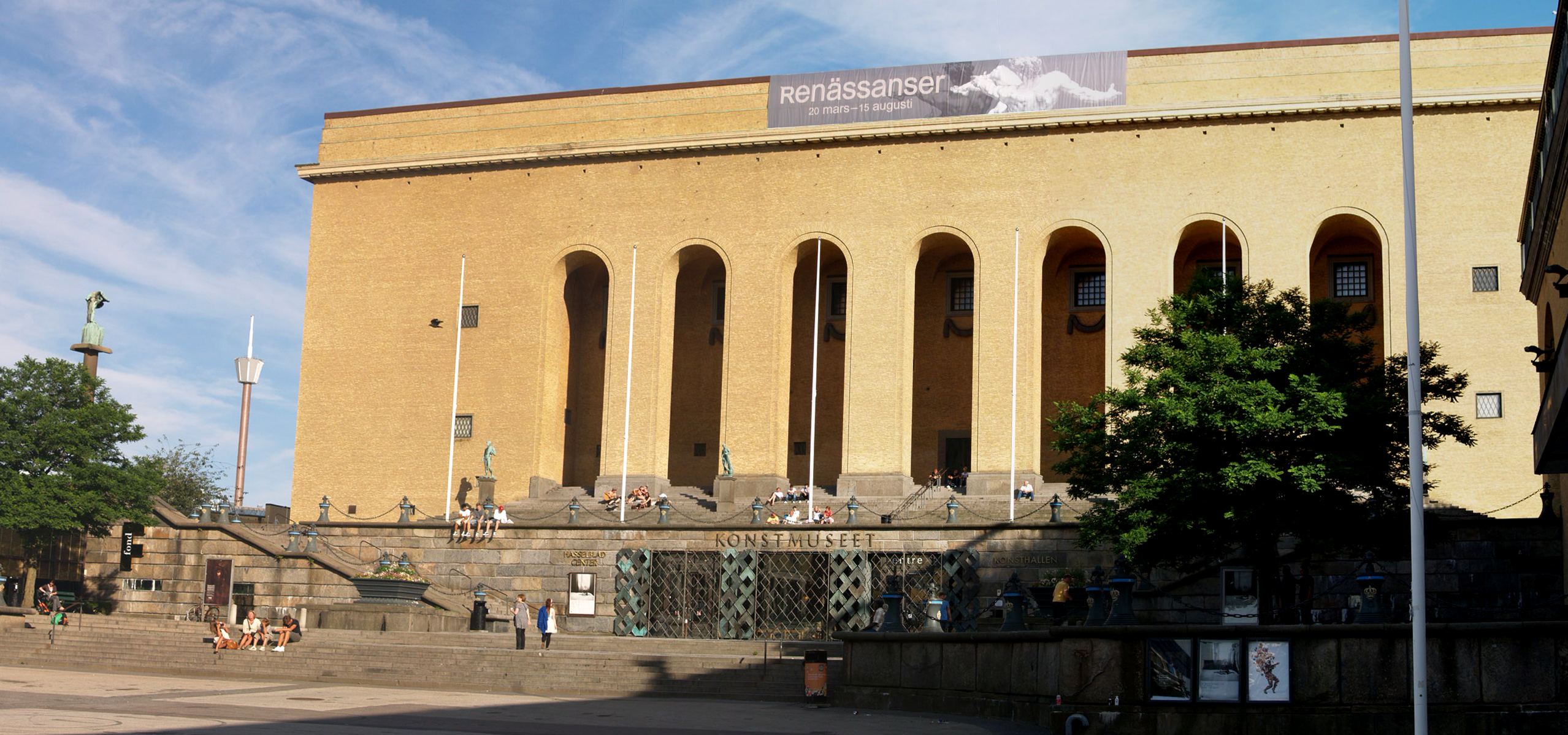
Hekwek vor dem Göteborgs Konstmuseet (1996)
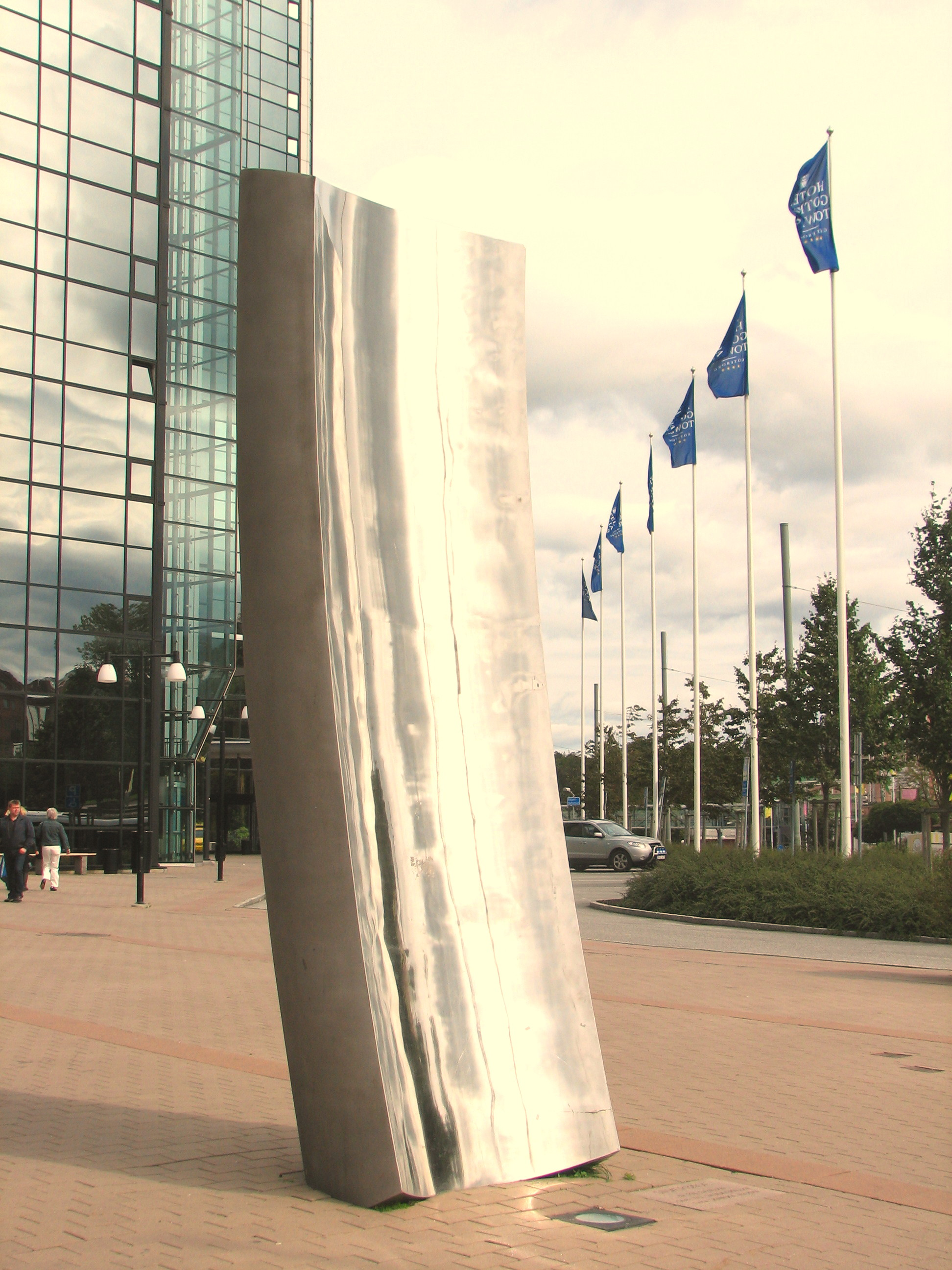
Silverbåge (Silberbogen) (2001)